# Лес Ваньїка
Лес Ваньїка — (суах. Les Wanyika) — був видатним музичним колективом, учасники якого були жителями Танзанії та Кенії. Він утворився в 1978 році, коли гітарист Омар Шабані, басист Том Маланга та двоє інших членів покинули Сімба Ваньїку. До них приєдналися Джон Нгереза та Ісса Джума. Леся Ваньїка зробила багато популярних записів, але найкраще запам'яталася класикою 1979 року Сини Макоси та Паліни. Вокалістка Ісса Джума незабаром пішла з групи, щоб сконцентруватися на інших музичних проектах. Група продовжувалася до смерті Омара Шабані в 1998 році. Джон Нгереза помер через два роки.

## Становлення та історія
У 1971 році два брати з прибережного регіону Танзанії Танга, Вілсон та Джордж Кіньонга створили групу, яку вони назвали Лев Ваньїка (суах. Simba Wanyika) що в перекладі з суахілі означає леви саванни. Через нестабільну економічну обстановку в Танзанії в 70-х роках, більшість музикантів того часу переїхали до Кенії та інших сусідніх країн. Музична індустрія Танзанії на той час була в занепаді.
В цей час можлвість перетину кордону між двома країнами була спрощена Східноафриканською спільнотою, тристоронньою угодою про взаєморозуміння між Кенією, Угандою та Танзанією. Після розпаду громади в 1977 році перетин кордону був ускладений, отже, це стало причиною того, що постійною базою групи стала Кенія. За час свого існування група створила кілька послідовників, але найбільш помітною і відомою групою стала Лес Ваньїка.
В Les Wanyika до складу нових членів групи входили і танзанці, і кенійці. Знамениті Джон Нгереза, Ісса Джума та Омар Шабані були всі з Танзанії, а Том Маланга — з Кенії. Ця група створила постійну базу в Найробі, грала в нічних клубах і на різних курортах. Більшість членів групи або загинули, або вже померли.
Les Wanyika був утворений у листопаді 1978 року Шабані, Маланга, Рашид Джума, Телефоні Мкванюле, Станелі Мтамбо та інші. Пізніше до неї приєднався Іоанн Нгереса з Орха. Bwambe Bwambe, Issa Juma, Joseph Just, Mohammed Tika Abdallah та Victor Boniface
Пізніше Ісса Джума покинув групу і утворив власний гурт Супер Ваньїку (англ. Super Wanyika). У 1988 році Шабані покинув групу, щоб приєднатися до групи Королі Евересту (англ. Everest Kings) під керівництвом Абдул Муйонга, але врешті приєднався до Les Wanyika Одним з їхніх хітів стала «Памела», яку написав Шабані і присвятив дружині Памелі Омарі. Пісня спочатку була записана Симбою Ваньїкою, а пізніше записана Лесь Ваньїкою